# Candezeollus bicrenulatus
Candezeollus bicrenulatus är en skalbaggsart som beskrevs av Lea 1923. Candezeollus bicrenulatus ingår i släktet Candezeollus och familjen Aphodiidae. Inga underarter finns listade.